# Pleurotomella rugosa
Pleurotomella rugosa é uma espécie de gastrópode do gênero Asperdaphne, pertencente a família Raphitomidae.